# Arcomps
Arcomps ist eine französische Gemeinde mit 269 Einwohnern (Stand: 1. Januar 2022) im Département Cher in der Region Centre-Val de Loire; sie gehört zum Arrondissement Saint-Amand-Montrond und zum Kanton Châteaumeillant. Die Einwohner werden Arconnais genannt.

## Geographie
Arcomps liegt etwa 55 Kilometer südlich von Bourges. Umgeben wird Arcomps von den Nachbargemeinden Orcenais im Norden, Bouzais im Nordosten, Saint-Georges-de-Poisieux im Osten, Faverdines im Südosten, Loye-sur-Arnon im Süden und Westen sowie Marçais im Westen und Nordwesten.

## Bevölkerungsentwicklung
| Jahr                       | 1962 | 1968 | 1975 | 1982 | 1990 | 1999 | 2006 | 2013 | 2019 |
| Einwohner                  | 418  | 344  | 347  | 310  | 287  | 286  | 285  | 305  | 293  |
| Quellen: Cassini und INSEE |      |      |      |      |      |      |      |      |      |

## Sehenswürdigkeiten
- Kirche Saint-Martin
- Schloss La Touratte von 1592

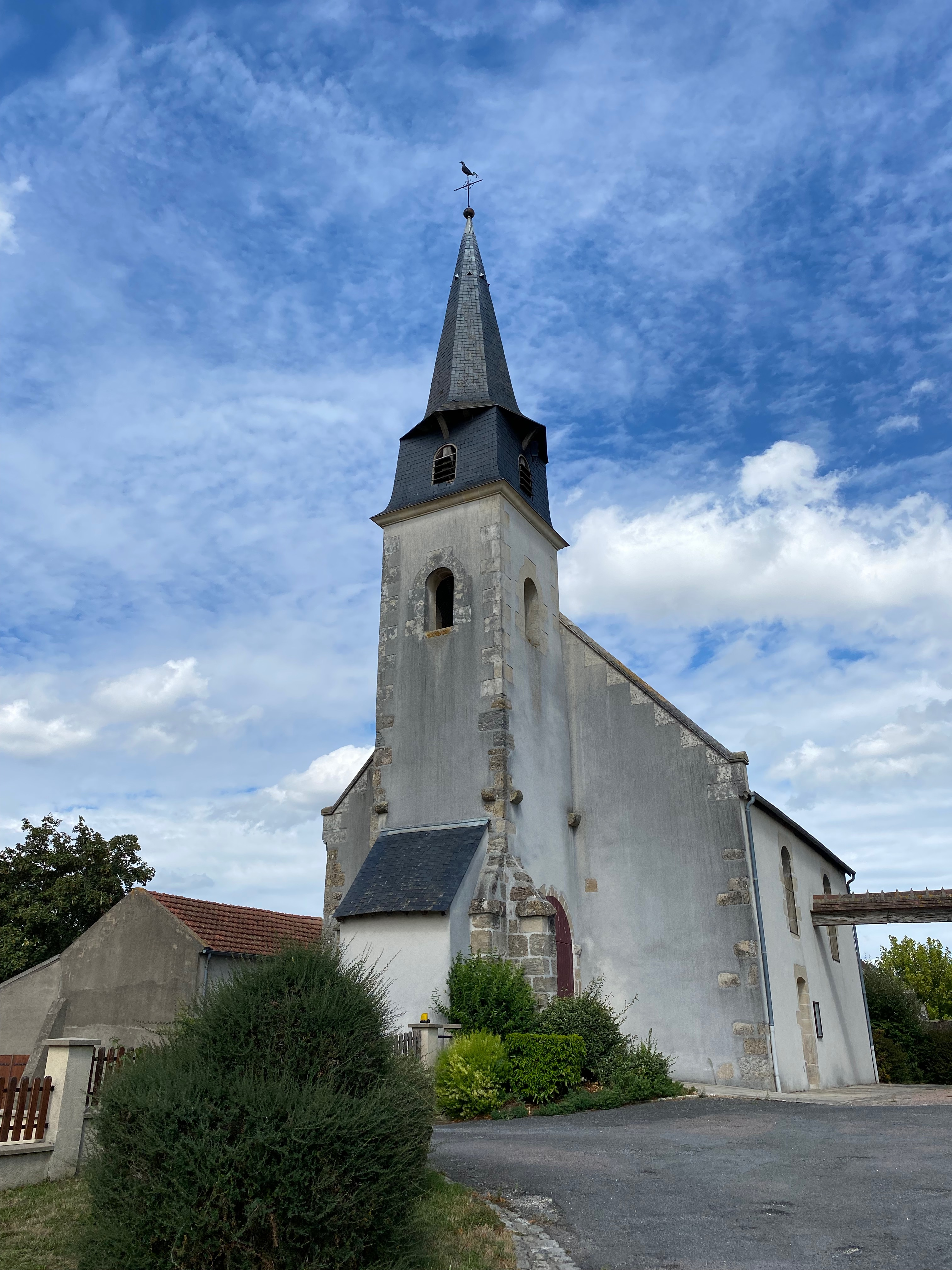
Kirche St. Martin
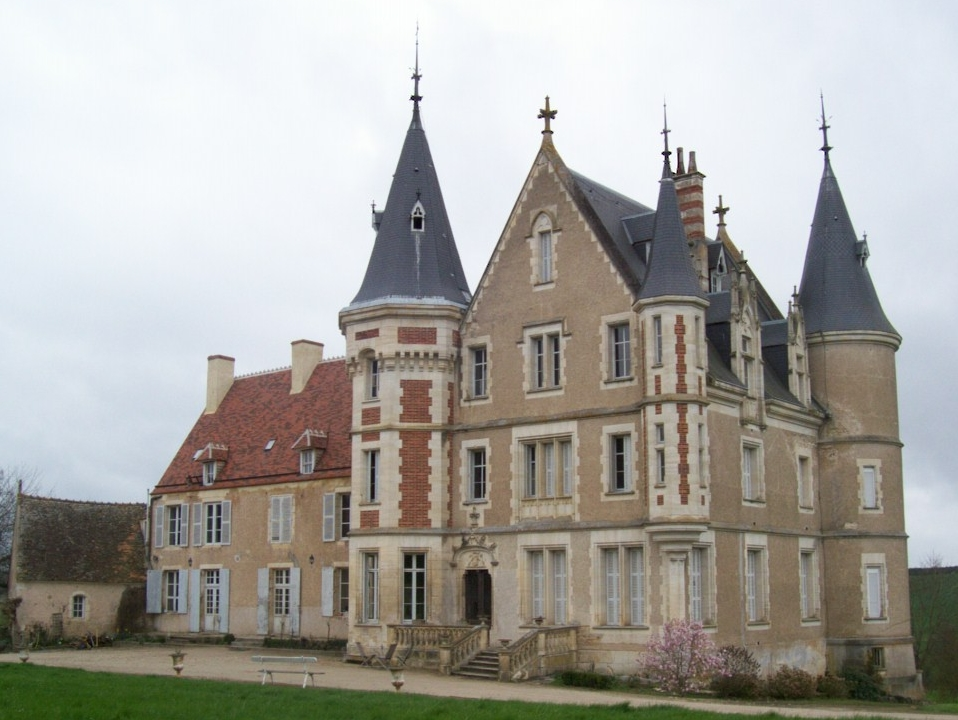
Schloss La Touratte